# چپ دره
چپ دره روستایی از توابع دهستان سلطانیه و بخش مرکزی شهرستان سلطانیه در استان زنجان است. این روستا در دهستان سلطانیه قرار دارد. ارتفاع روستا از سطح دریا حدود ۲۰۰۰ متر می باشد.

## جمعیت
این روستا در دهستان سلطانیه قرار دارد و براساس سرشماری مرکز آمار ایران در سال ۱۳۸۵، جمعیت آن ۱۷۹ نفر (۴۴خانوار) بوده‌است.